# Unfold.vc
Unfold.vc S.A. (dawniej Venture Inc S.A., Venture Incubator) – polski fundusz inwestycyjny typu venture capital, publicznie notowany na Giełdzie Papierów Wartościowych w Warszawie.
Działalność funduszu polega na kapitałowym i merytorycznym wspieraniu perspektywicznych projektów z obszaru nowych technologii, na różnych etapach rozwoju, w tym w fazach: (i) przedzalążkowym (pre-seed); (ii) zalążkowym (seed), oraz (iii) wczesnego rozwoju (startup). Główną specjalizację stanowią inwestycje w spółki bioinformatyczne oraz z sektora IT na wczesnym etapie rozwoju, działających głównie w modelu SaaS (Software as a Service), który pozwala na skalowanie biznesu i osiągania bardzo wysokich marż i dynamik wzrostu.

## Historia
Spółka została założona pod nazwą Venture Incubator w listopadzie 2007 roku. Założycielami funduszu są założyciele i współtwórcy Bankier.pl oraz LiveChat Software. 7 czerwca 2010 roku spółka zadebiutowała na NewConnect. W 2016 roku spółka zmieniła nazwę na Venture Inc S.A., a w 2017 roku przeniosła się na główny parkiet GPW, pozyskując w ramach emisji akcji serii G 30 milionów złotych.
W 2019 głównymi akcjonariuszami funduszu są: Maciej Jarzębowski, Jakub Sitarz i Mariusz Ciepły. W 2022 zmieniła nazwę na Unfold.vc S.A.

## Inwestycje
Największymi spółkami portfelowymi funduszu są:
- Brand24 S.A. – spółka rozwijająca narzędzie służące do monitorowania Internetu oraz social media. Inwestycja miała miejsce w 2016 roku[11][12][13].

- Friendly Score Ltd. – twórca i deweloper aplikacji służącej do kalkulacji scoringu finansowego[13].

- Infermedica sp. z o.o. – firma medyczno-technologiczna, która tworzy rozwiązania z wykorzystaniem sztucznej inteligencji (AI), ułatwiające wstępną diagnostykę medyczną oraz kierowanie ruchem pacjentów. Inwestycja miała miejsce w 2016 roku[3][14][15][16][13]

- Inno-Gene S.A. – spółka zarządzająca grupą kapitałową podmiotów z sektora life science, stosujących innowacyjne technologie i prowadzących nowatorskie prace badawczo-rozwojowe w dziedzinie badań genetycznych. Inwestycja miała miejsce w 2016 roku[13][17].

- Intelliseq sp. z o.o. – spółka rozwijająca platformę do analizy genomów. Inwestycja miała miejsce w 2018 roku[13][18][19].

- Time Solutions sp. z o.o. – spółka rozwijająca produkt TimeCamp, służący do monitorowania komputerowej aktywności użytkowników. Inwestycja miała miejsce w 2009 roku[13][20][21].

- Dron Academy Ltd. – spółka wykonująca ortofotomapy za pomocą dronów. Inwestycja w 2016 roku[13][22].
- Sundose – spółka zajmująca się przygotowaniem spersonalizowanych suplementów diety[23][24].